# Eugène Rellum
Eugène Willem Eduard Rellum, né le 10 février 1896 à Paramaribo – mort le 29 juillet 1989 à Amsterdam, est un écrivain et poète surinamien. Il écrivait en néerlandais et en sranan.